# İskender kebap
 (août 2016).
Si vous disposez d'ouvrages ou d'articles de référence ou si vous connaissez des sites web de qualité traitant du thème abordé ici, merci de compléter l'article en donnant les références utiles à sa vérifiabilité et en les liant à la section « Notes et références ».
L’İskender kebap (ou İskender döner[réf. nécessaire]) est un plat de la cuisine turque. Il se fait traditionnellement avec de la viande de mouton nourri au thym provenant d'Uludağ. Sa viande est comparable à celle du döner kebap avec un goût plus prononcé, mais ce qui le différencie surtout est le beurre versé à chaud sur la viande, la sauce tomate, le yaourt servi à côté et son pain pita coupé en tranches en dessous de la viande.
Contrairement à l'opinion publique[Laquelle ?], la viande de l'İskender n'est pas faite avec des feuilles de kebab. La viande de l'İskender est coupée en longues tranches, alors que la viande du kebab traditionnel se coupe en tranches petites et fines.[réf. nécessaire]
L'İskender kebap est servi en assiette, traditionnellement accompagné de boisson locale comme l’ayran ou le şıra.

## Histoire et étymologie
L'İskender kebap est un plat issu de la cuisine turque et plus précisément de la région de Bursa. Il est apparu en l'an 1867 sur le marché de Kayhan[réf. nécessaire]. Le terme kebap ne signifie  pas « viande grillée » mais plutôt « plat à base de viande grillée ». Le nom du plat vient de ce qu'il aurait été inventé par Cevat İskender, qui eut l'idée de renverser la broche verticalement et d'empiler le charbon, dans le but de faire dégouliner la graisse sur la viande.